# Hylexetastes perrotii
Hylexetastes perrotii là một loài chim trong họ Furnariidae.